# Bernhard Schilling
Otto Bernhard Schilling (* 25. Mai 1890 in Dresden; † 5. Juni 1945 ebenda) war ein deutscher Mathematiker.

## Leben
Er war der Sohn des Dresdner Gymnasiallehrers Otto Bernhard Schilling, legte 1908 das Abitur am Vitzthumschen Gymnasium in Dresden ab, studierte Mathematik und Physik an der TH Dresden bis zur wissenschaftlichen Lehramtsprüfung 1915 und der Promotion 1917 bei Walther Ernst Paul Ludwig und Martin Krause. Danach habilitierte er sich 1924 als Assistent am Lehrstuhl für Darstellende Geometrie. 1928/29 wurde er als außerordentlicher Professor an die TH Dresden berufen, 1929 bis 1931 war er ordentlicher Professor an der Universidad de Chile in Santiago de Chile, 1931 bis zu seinem Tode 1945 wiederum außerordentlicher Professor in Dresden.
Schilling unterzeichnete im November 1933 das Bekenntnis der deutschen Professoren zu Adolf Hitler. 1943 unterzeichnete er die 13 Sätze über Auftrag und Dienst der Kirche des Kirchlichen Einigungswerks um Theophil Wurm, das in der evangelischen Kirche den Oppositionsgeist sammelte.

## Schriften (Auswahl)
- Über eine Berührungstransformation, die den Punkten des einen Feldes Geradenpaare zuordnet. Borna-Leipzig, 1919 (= Dissertation TH Dresden 1917).